# Pacific Division (NBA)
Die Pacific Division ist eine von drei Divisions der Western Conference in der nordamerikanischen Basketball-Profiliga National Basketball Association (NBA). Alle Teams der Liga werden in zwei Conferences nach West und Ost aufgeteilt, die sich wiederum in jeweils drei Divisions gliedern.
Die Einteilung in Divisions erfolgt nach der geographischen Lage der Teams. In der Pacific Division spielen die Teams, die in der Nähe der Westküste der USA gelegen sind, also in der Nähe des Pazifiks. Die Pacific Division besteht seit 1970. 2004 wurde die Division-Einteilung der NBA reformiert – aus vier wurden sechs Divisions, was zur Folge hatte, dass sich die Pacific Division von sieben auf fünf Teams reduzierte; die Portland Trail Blazers und die Seattle SuperSonics wurden in die neu gegründete Northwest Division eingegliedert.
Der Divisionssieger erhält seit der Saison 2021/22 die Chuck Cooper-Trophäe.

## Teams
| Aktuelle Teams - Golden State Warriors - Los Angeles Clippers - Los Angeles Lakers - Phoenix Suns - Sacramento Kings | Ehemalige Teams - San Diego/Houston Rockets (1970–1972) - Portland Trail Blazers (1970–2004) - Seattle SuperSonics (1970–2004) |

## Gewinner
| Jahr | Name                   |
| ---- | ---------------------- |
| 1971 | Los Angeles Lakers     |
| 1972 | Los Angeles Lakers     |
| 1973 | Los Angeles Lakers     |
| 1974 | Los Angeles Lakers     |
| 1975 | Golden State Warriors  |
| 1976 | Golden State Warriors  |
| 1977 | Los Angeles Lakers     |
| 1978 | Portland Trail Blazers |
| 1979 | Seattle SuperSonics    |
| 1980 | Los Angeles Lakers     |
| 1981 | Phoenix Suns           |
| 1982 | Los Angeles Lakers     |

| Jahr | Name                   |
| ---- | ---------------------- |
| 1983 | Los Angeles Lakers     |
| 1984 | Los Angeles Lakers     |
| 1985 | Los Angeles Lakers     |
| 1986 | Los Angeles Lakers     |
| 1987 | Los Angeles Lakers     |
| 1988 | Los Angeles Lakers     |
| 1989 | Los Angeles Lakers     |
| 1990 | Los Angeles Lakers     |
| 1991 | Portland Trail Blazers |
| 1992 | Portland Trail Blazers |
| 1993 | Phoenix Suns           |
| 1994 | Seattle SuperSonics    |

| Jahr | Name                   |
| ---- | ---------------------- |
| 1995 | Phoenix Suns           |
| 1996 | Seattle SuperSonics    |
| 1997 | Seattle SuperSonics    |
| 1998 | Seattle SuperSonics    |
| 1999 | Portland Trail Blazers |
| 2000 | Los Angeles Lakers     |
| 2001 | Los Angeles Lakers     |
| 2002 | Sacramento Kings       |
| 2003 | Sacramento Kings       |
| 2004 | Los Angeles Lakers     |
| 2005 | Phoenix Suns           |
| 2006 | Phoenix Suns           |

| Jahr | Name                  |
| ---- | --------------------- |
| 2007 | Phoenix Suns          |
| 2008 | Los Angeles Lakers    |
| 2009 | Los Angeles Lakers    |
| 2010 | Los Angeles Lakers    |
| 2011 | Los Angeles Lakers    |
| 2012 | Los Angeles Lakers    |
| 2013 | Los Angeles Clippers  |
| 2014 | Los Angeles Clippers  |
| 2015 | Golden State Warriors |
| 2016 | Golden State Warriors |
| 2017 | Golden State Warriors |
| 2018 | Golden State Warriors |

| Jahr | Name                  |
| ---- | --------------------- |
| 2019 | Golden State Warriors |
| 2020 | Los Angeles Lakers    |
| 2021 | Phoenix Suns          |
| 2022 | Phoenix Suns          |
| 2023 | Sacramento Kings      |
| 2024 | Los Angeles Clippers  |
| 2025 | Los Angeles Lakers    |